# Byblia polinice
Byblia polinice är en fjärilsart som beskrevs av Pieter Cramer 1782. Byblia polinice ingår i släktet Byblia och familjen praktfjärilar. Inga underarter finns listade i Catalogue of Life.